# حسن المطلع
حسن المطلع هو عند البلغاء أن تكون بداية القصائد والمنشآت ذات ألفاظ فصيحة وجزلة وأن تكون معانيها بديعة ومناسبة لمقتضى الحال وذلك في مطلعها. هكذا في جامع الصنائع. وليس بخاف أن هذا الكلام هو بعينه ينطبق على حسن الابتداء.